# Вілла Барбаріго (Вальзанцибіо)
Вілла Барбаріго (Вальзанцибіо) (італ. Villa Barbarigo (Valsanzibio)) — заміський палацово-парковий ансамбль венеційської родини Барбаріго в стилі бароко неподалік від міста Падуя. Іноді назва Барбаріго-Піццоні-Ардемані за прізвищами всіх власників.

## Історія
Наприкінці XVII століття венеційський вельможа Джуане (Джованні) Франческо Барбаріго придбав землі неподалік міста Падуя. 1669 року розпочалось спорудження вілли. Справу батька по його смерті продовжив син, Грегоріо Барбаріго, що став кардиналом. Проект для вілли створив римський архітектор Луїджі Берніні. Розпланування і будівництво тривали сім років.
Венеційська родина Барбаріго володіла садибою до 1804 року. Остання власниця палацово-паркового ансамблю Контаріна Барбаріго передала його своєму братові — Марко Антоніо Мішель.1835 року садиба перейшла до роду Мартіненго да Барко. Останні власники палацово-паркового ансамблю — родина Ардемані.

## Парк садиби

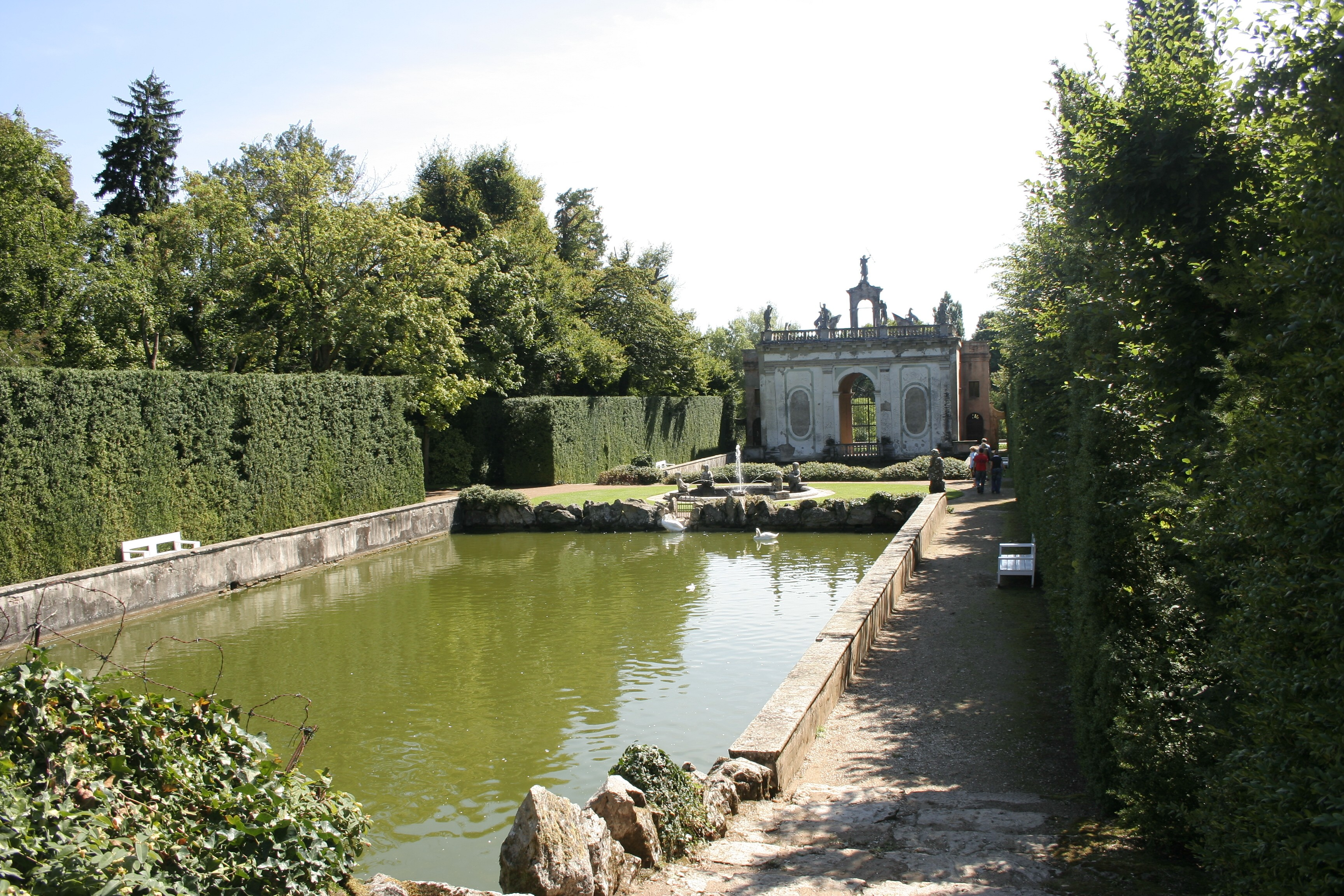
Басейн

Парк заміської садиби має площу 15 га. В парку росте близько восьмисот (800) різних рослин і чагарників, двадцять чотири з яких — Хвойні. Це парк стрижених і розлогих рослин, а зовсім не сад квітів.
До його складу входять кілька паркових павільйонів, канал, що пов'язував віллу з Венецією, парковий лабіринт, шістнадцять невеликих фонтанів тощо. Для парку садиби було виконано сімдесят (70) мармурових скульптур. Більшу частину скульптур виконав венеційський майстер Енріко Меренго (1628–1723).
Серед паркових скульптур звертає на себе увагу алегорія Часу, що несе на спині кубоектаедр. Алегорія і її політ символізують перевагу часу над простором.
Сам сад мав символічне значення, а шлях крізь нього уособлював шлях людини і його душі до спасіння. Головний вхід мав назву «Діана». Відвідувач йшов повз скульптурні композиції до Арки Силена і Фонтану веселки. Неподалік розташований парковий лабіринт зі стежкою довжиною 1500 метрів. Колись він символічно натякав на плутаний шлях до спасіння кардинала Грегоріо Барбаріго. Лабіринт доглянутий і існує досі.
Шлях доводить до сходинок, оздоблених віршами Данте. Вони — на майданчику перед входом до палацу. Палац — порівняно невелика споруда на п'ять осей, прикрашений фігурним бароковим та трикутним фронтоном. 

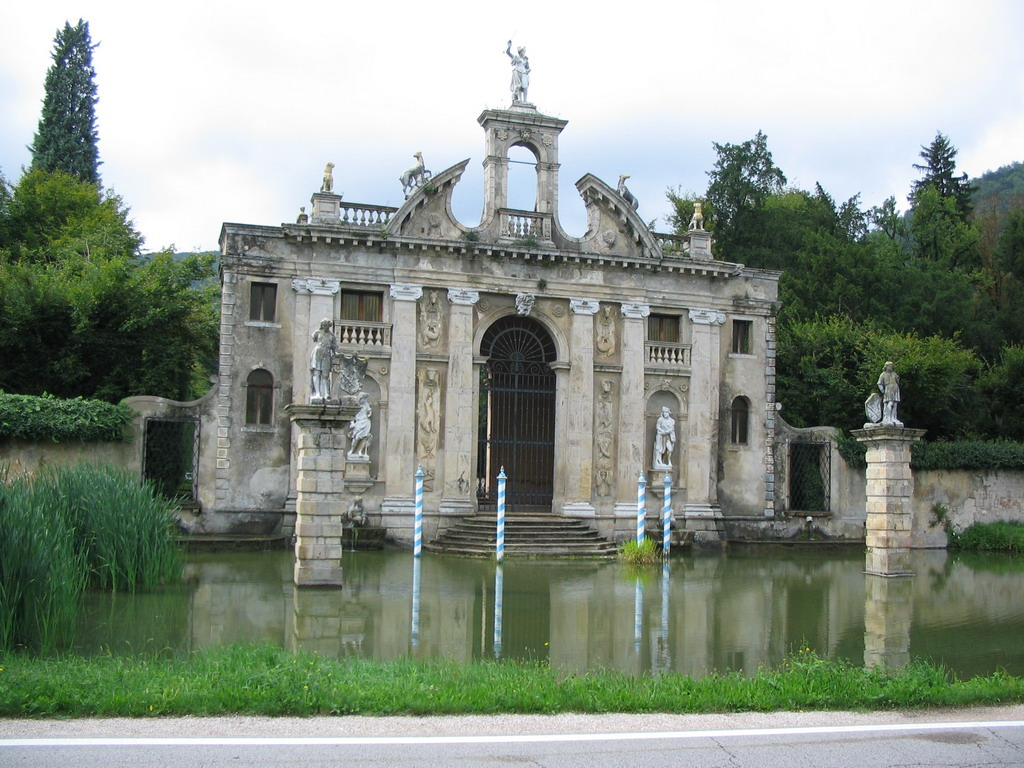
Голавний вхід «Діана»
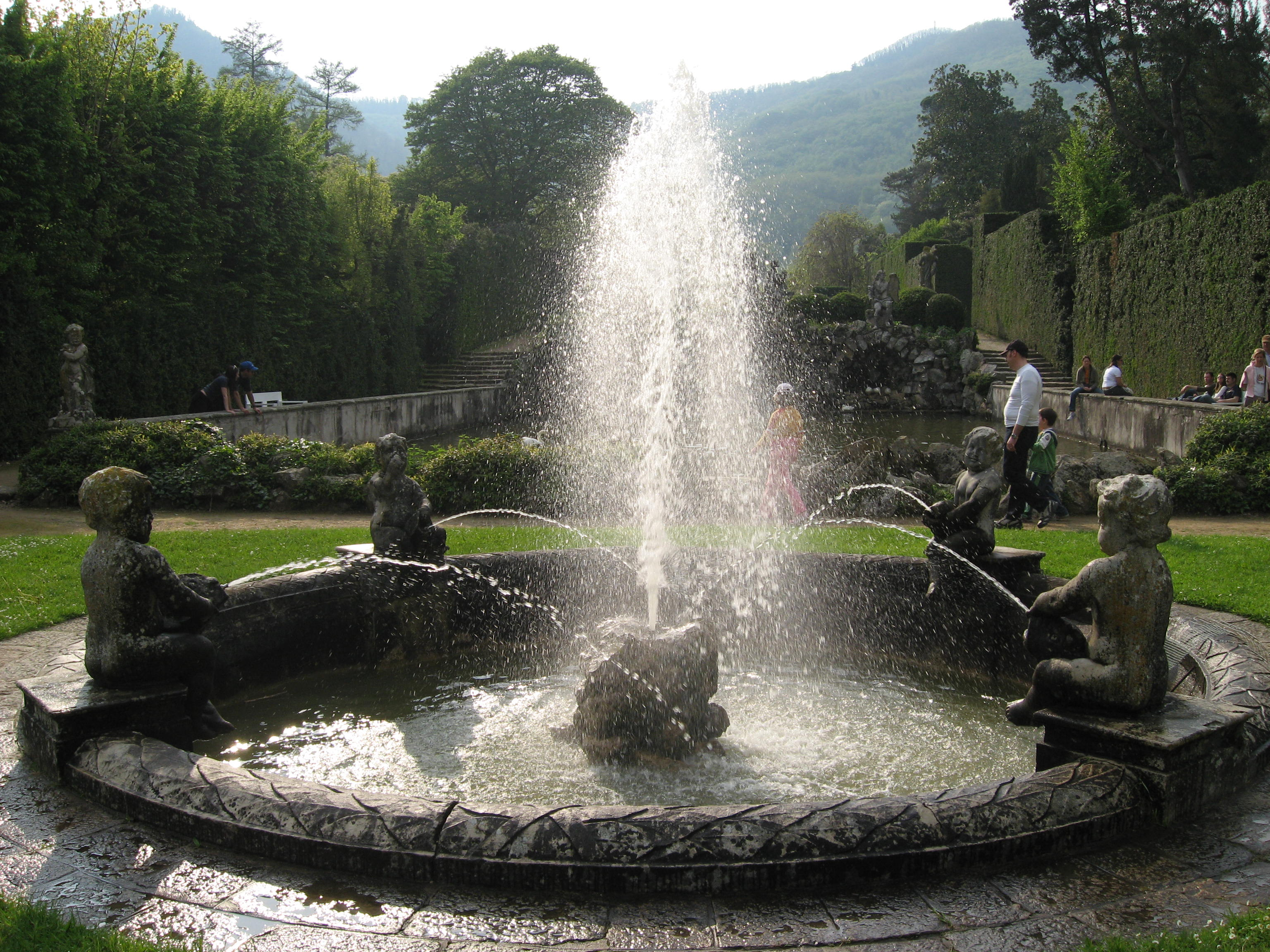
Фонтан Веселка
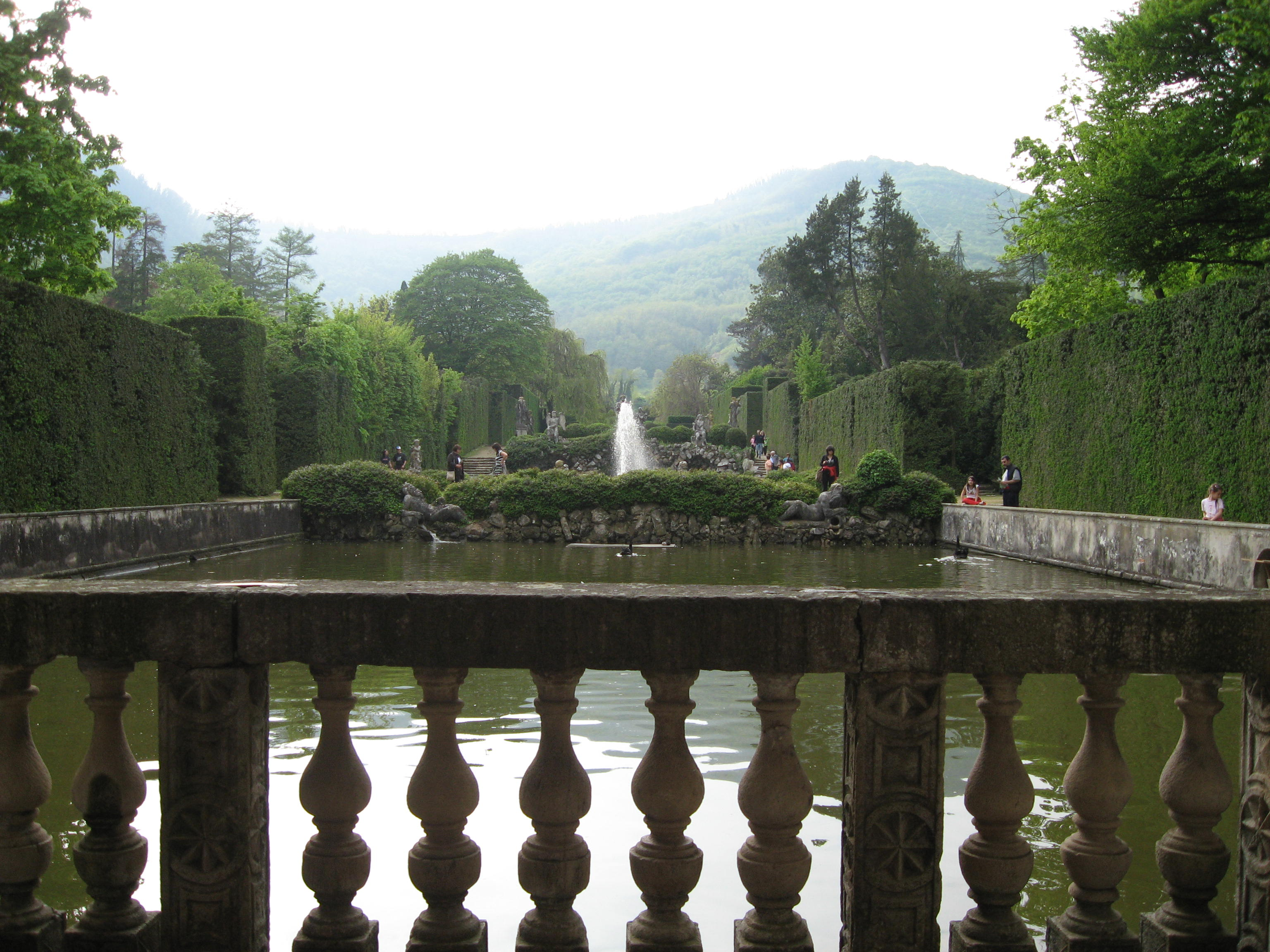
Рибний став
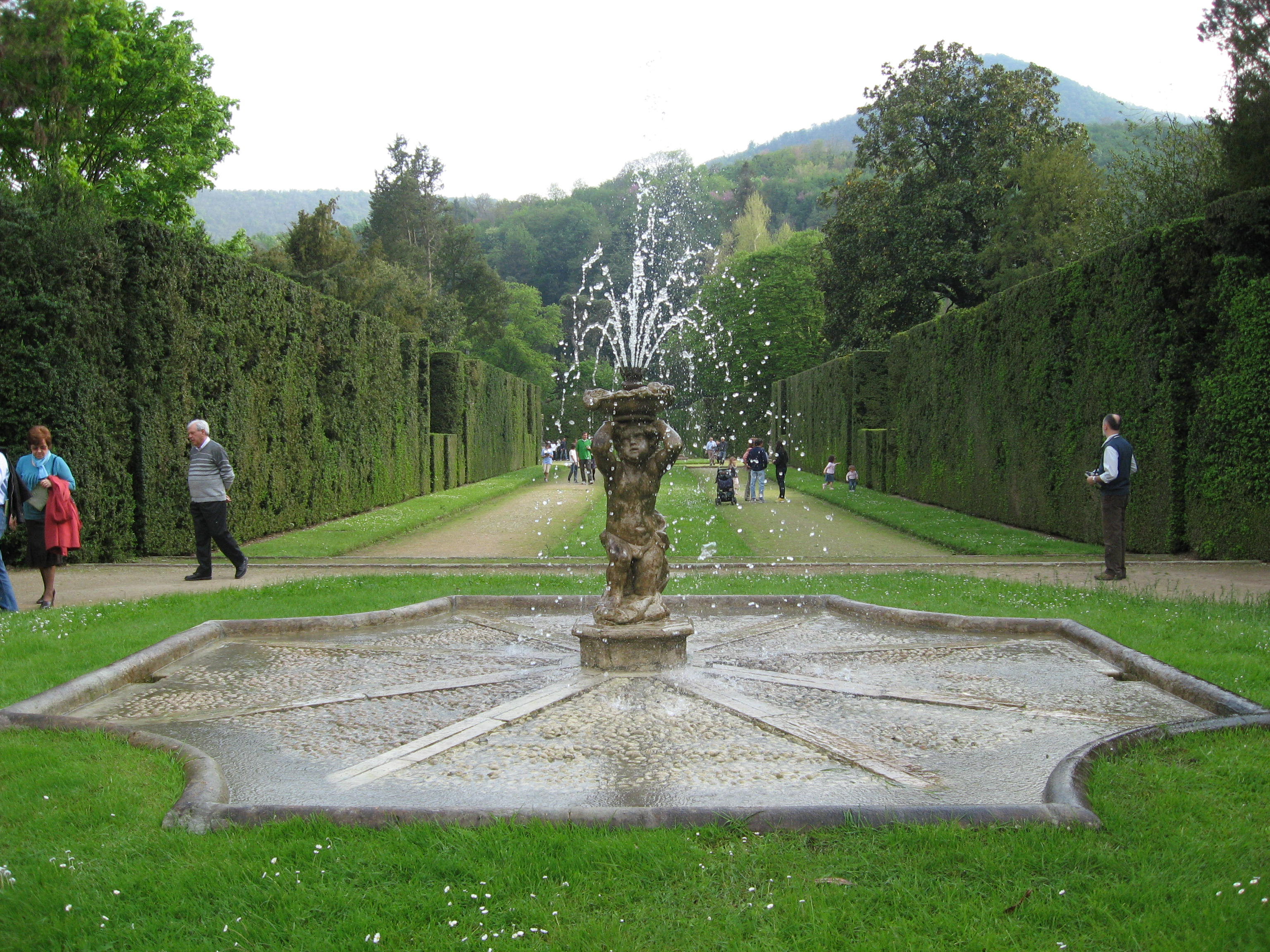
Фонтан Пілла